# Muricea laxa
Muricea laxa is een zachte koraalsoort uit de familie Plexauridae. De koraalsoort komt uit het geslacht Muricea. Muricea laxa werd in 1864 voor het eerst wetenschappelijk beschreven door Verrill. 